# Waldfriedhof (Bruneck)

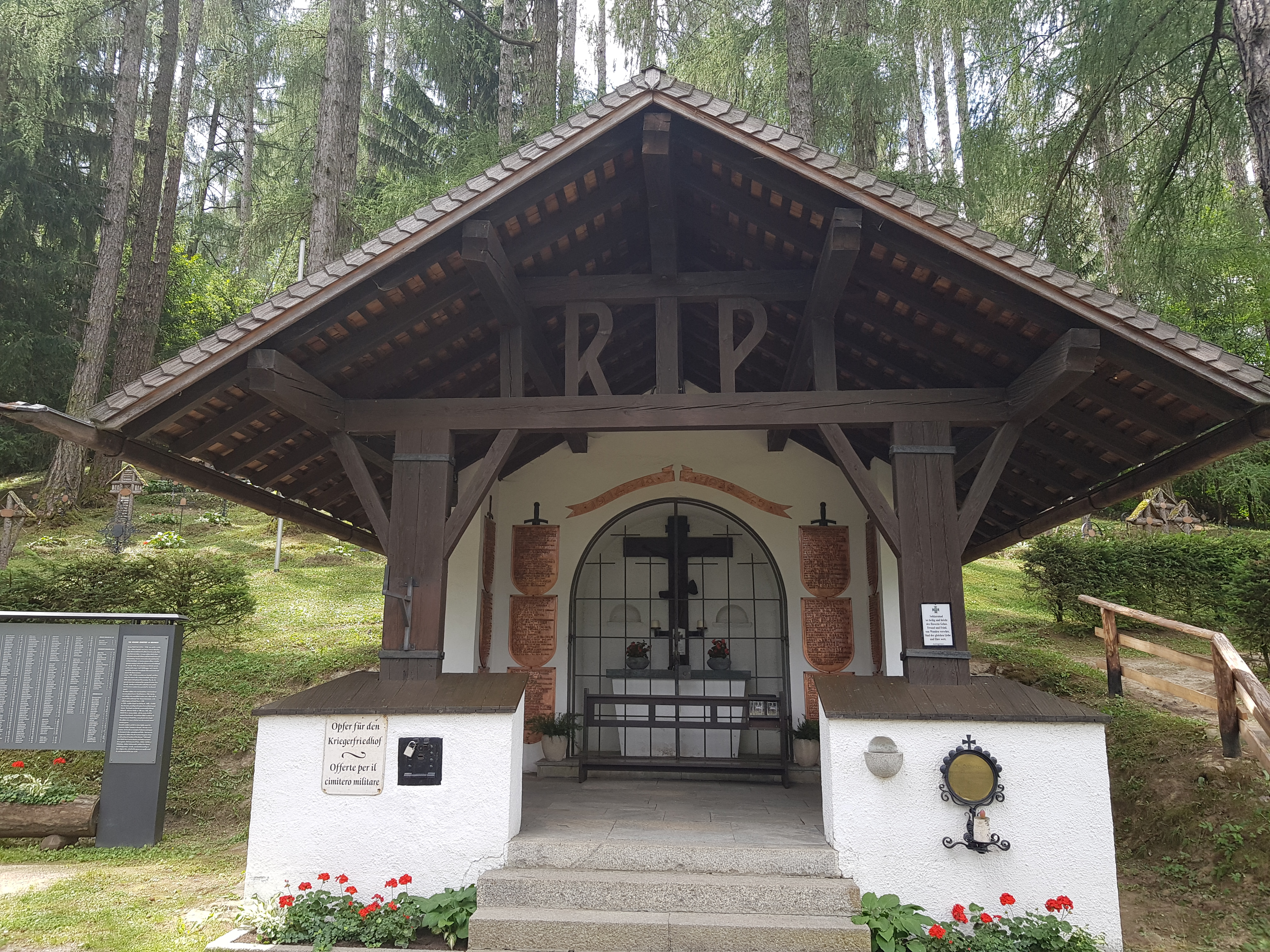
Friedhofskapelle des Waldfriedhofs Bruneck

Der Waldfriedhof (auch Heldenfriedhof) in Bruneck in Südtirol ist ein Soldatenfriedhof für Gefallene des Ersten und Zweiten Weltkrieges verschiedener Nationen und Konfessionen. Er befindet sich auf dem Kühbergl und steht unter Denkmalschutz.

## Geschichte
Während des Ersten Weltkrieges befanden sich infolge der nahen Dolomitenfront zwei, zeitweise auch drei österreichisch-ungarische Militärspitäler in der Stadt Bruneck. Die zahlreichen Toten konnten alsbald nicht mehr auf dem städtischen Friedhof bestattet werden, wodurch 1915 das örtliche Etappenkommando auf einem von der Stadt zur Verfügung gestellten Grundstück dem Architekten Berchtold den Auftrag zur Gestaltung eines Soldatenfriedhofs auf dem Kühbergl gab. Am 3. Juli 1915 erfolgte die Einweihung, wobei der Friedhof bereits 46 Gräber aufwies. Die Friedhofs- und Bestattungsarbeiten wurden von russischen und serbischen Kriegsgefangenen durchgeführt, die auch zahlreiche Holzkreuze schnitzten. Gleich mit der Einweihung wurde der Friedhof von Bürgermeister Josef Schifferegger in die Obhut der Gemeinde übernommen.
Nach Ende des Ersten Weltkrieges wurde 1919 (laut Informationstafel vor Ort 1921) ein Damenkomitee unter Leitung der Frau des Bürgermeisters gegründet, das sich bis heute um die Pflege des Waldfriedhofs kümmert. Eine Messe, die 1922 von den Faschisten im Beisein von Angehörigen des Alpini-Bataillons Trient am Waldfriedhof abgehalten wurde, war ein frühes Zeichen ihrer Machtansprüche in Bruneck. 1932 erfolgte die Exhumierung der hier bestatteten italienischen Soldaten, die in die neue Gedenkstätte Pocol bei Cortina überführt wurden. 1938 wurden dann auch die deutschen Gefallenen des Alpenkorps aus Bruneck fortgebracht und in der kurz zuvor fertiggestellten Deutschen Kriegsgräberstätte Pordoi auf dem Pordoijoch bestattet. 1936 wurde die Friedhofskapelle nach Plänen des Architekten Amonn errichtet, die die bis dahin bestehende Holzkapelle gegenüber der Ursulinenkirche ersetzte, in der die Totenfeiern für die Gefallenen gehalten wurden.
Die frei gewordenen Plätze auf dem Friedhof wurden nunmehr mit Gräbern heimischer gefallener Soldaten des Zweiten Weltkriegs ergänzt. In der Friedhofskapelle brachte man Bronzetafeln mit den Namen aller heimischen Gefallenen aus Bruneck an. Das Österreichische Schwarze Kreuz betreut u. a. auch den Waldfriedhof in Bruneck, der das ganze Jahr hinweg gepflegt wird.

## Beschreibung
Auf dem Waldfriedhof befinden sich als einzige Steinbauwerke die Friedhofskapelle und der Tränenbrunnen. Fast alle Grabstätten sind aus Holz und individuell gestaltet. Es gibt 669 Grabstätten österreichisch-ungarischer Soldaten sowie Gräber für 103 russische, 13 serbische und 7 rumänische Kriegsgefangene. Die ursprünglich hier begrabenen 77 italienischen und 45 deutschen Soldaten wurden in den 1930er Jahren an andere Orte überführt. Alle Toten wurden entsprechend ihrem religiösen Ritus bestattet, die Gräber weisen die Symbole der jeweiligen Religionen auf. So sind auch viele orthodoxe Kreuze oder der Halbmond für die muslimischen bosniakischen Soldaten zu sehen, des Weiteren drei jüdische Grabstätten mit dem Davidstern. Die Bereiche für die muslimischen und jüdischen Gräber sind abgezäunt. An einem Zugang zum Waldfriedhof steht ein großes Holztor, an anderer Stelle führt eine lange Holztreppe zum eigentlichen Friedhofsareal. Unterhalb der Treppe steht ein großes Friedhofskreuz, ebenfalls aus Holz.

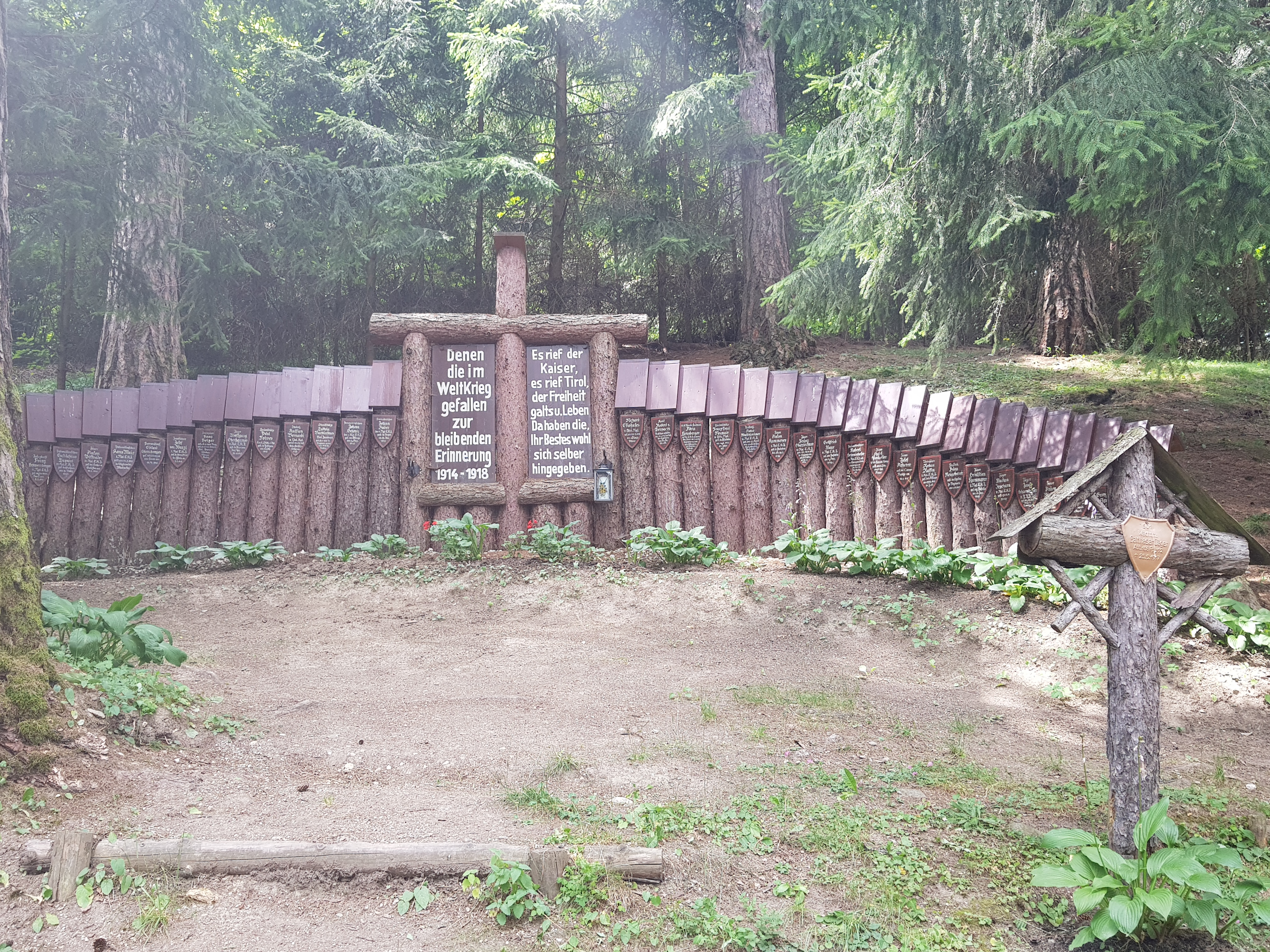
Gedenkstätte
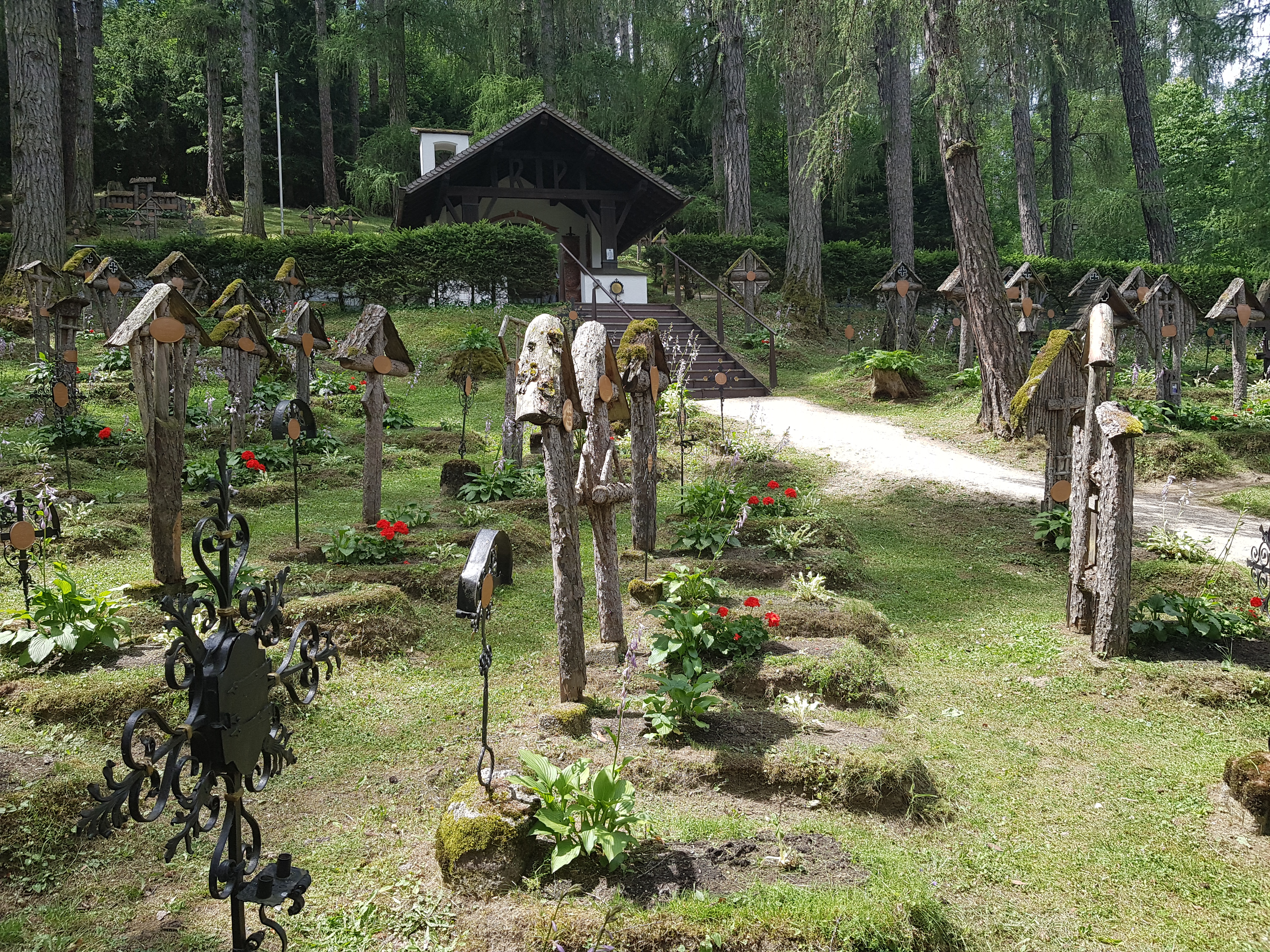
Gräber
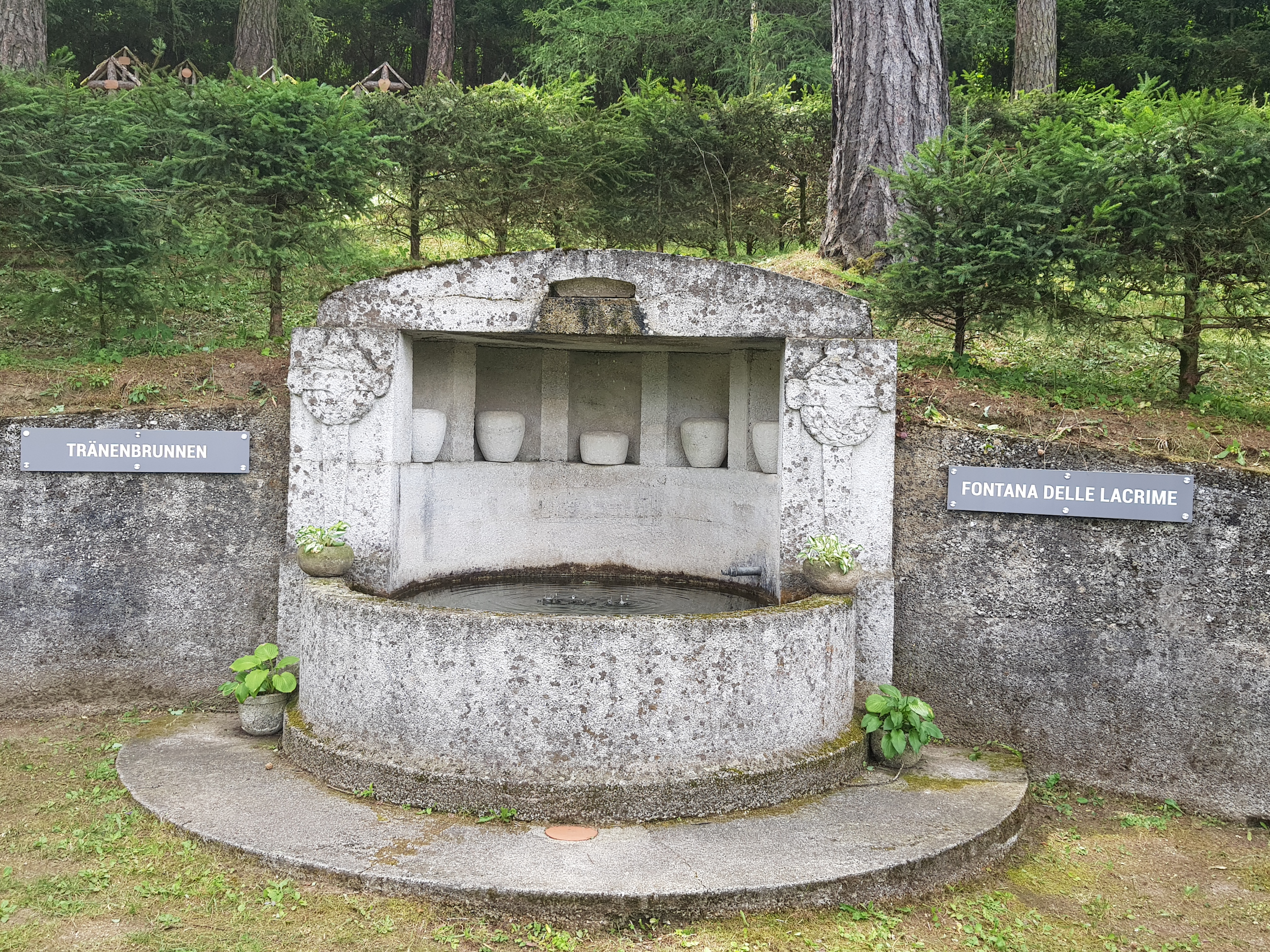
Tränenbrunnen
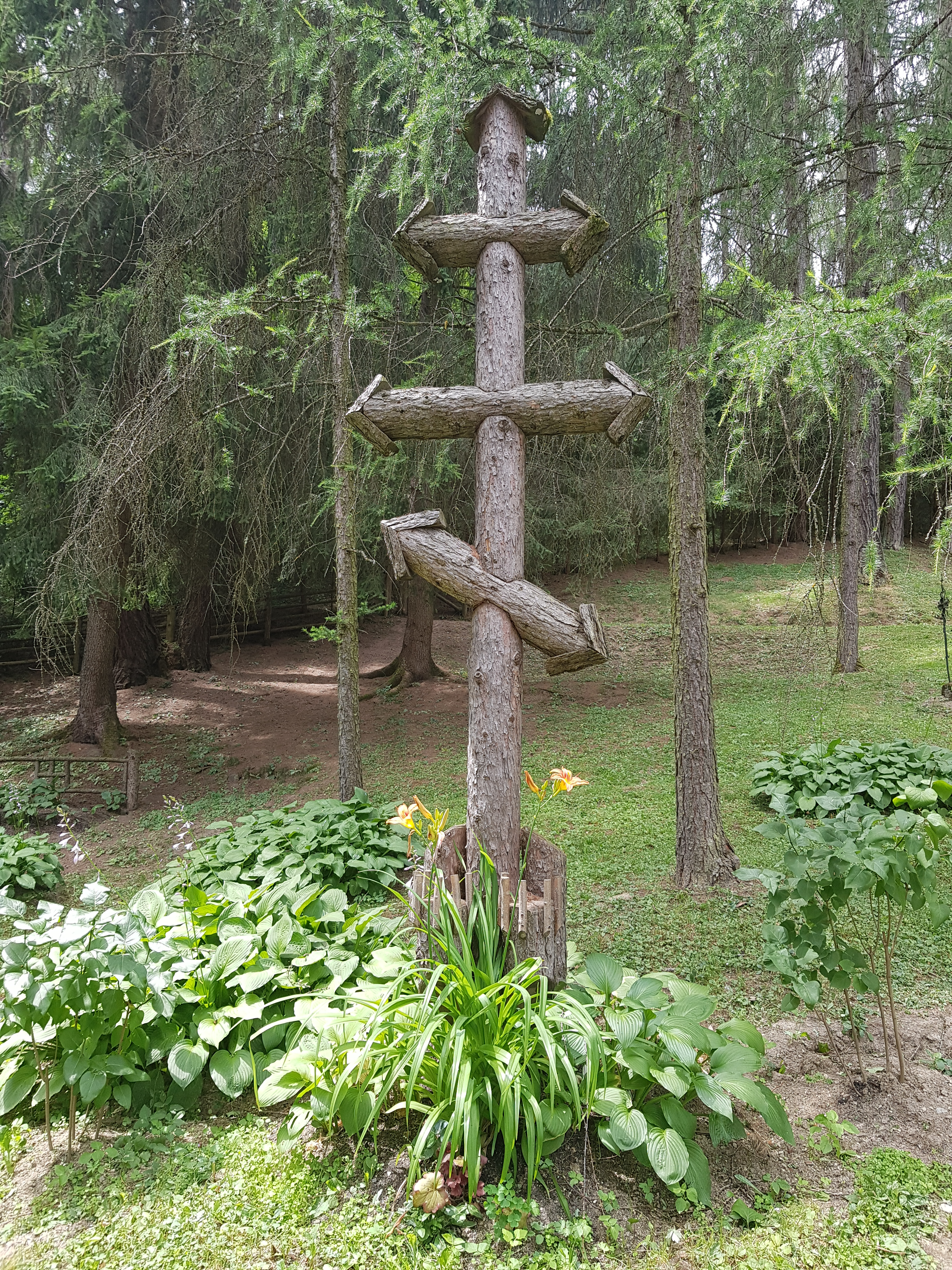
Orthodoxes Kreuz
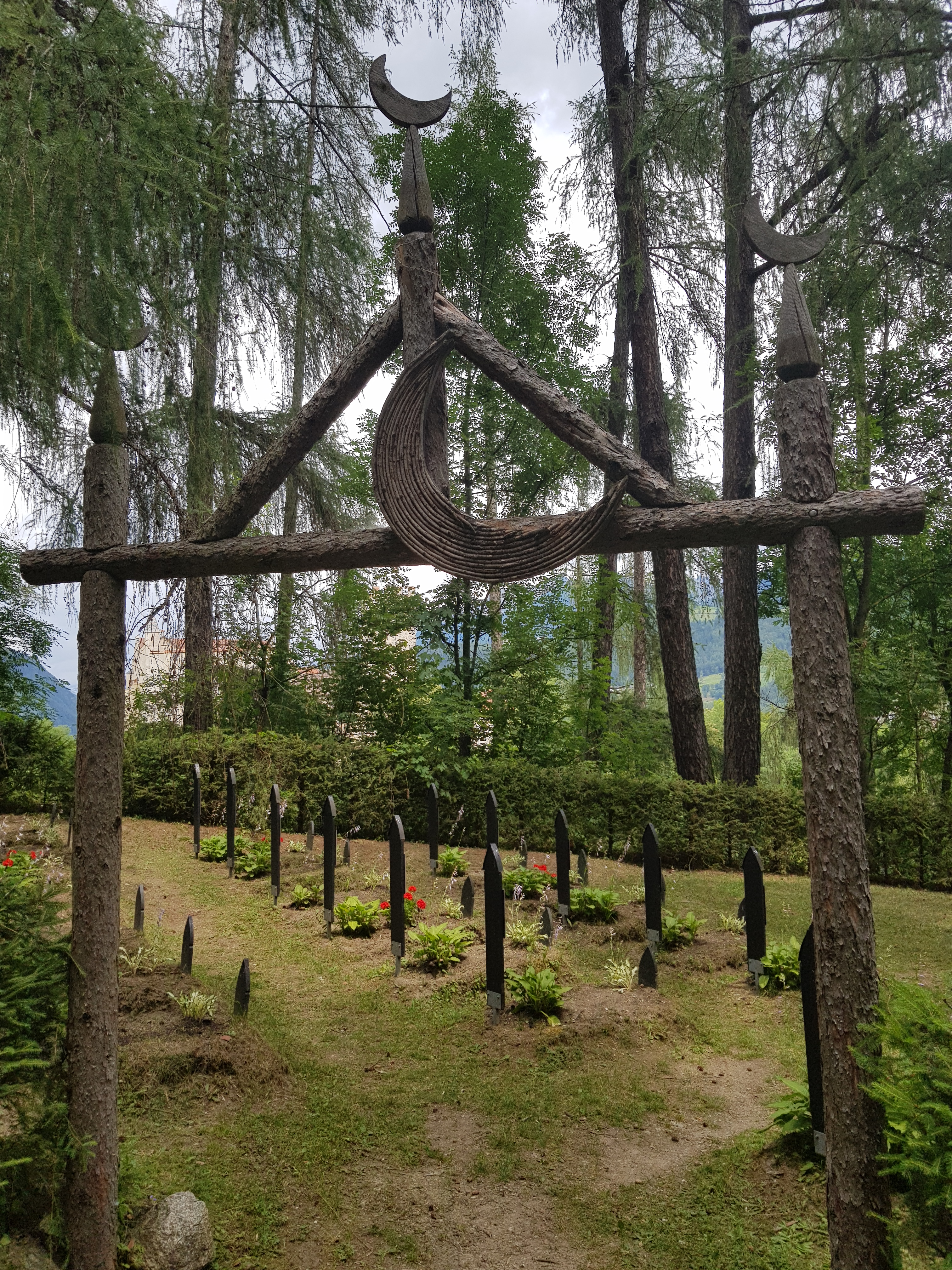
Muslimische Abteilung
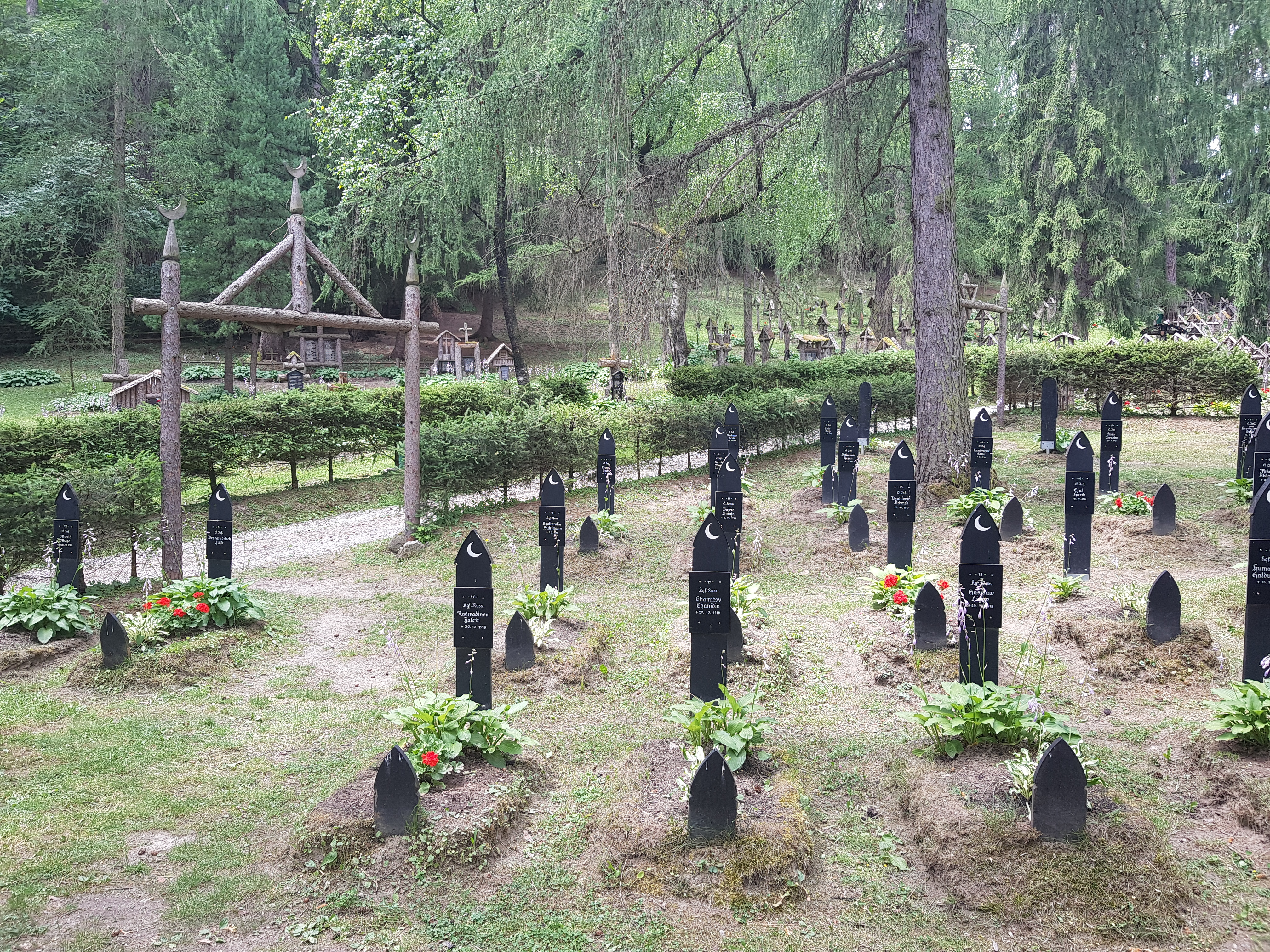
Muslimische Gräber
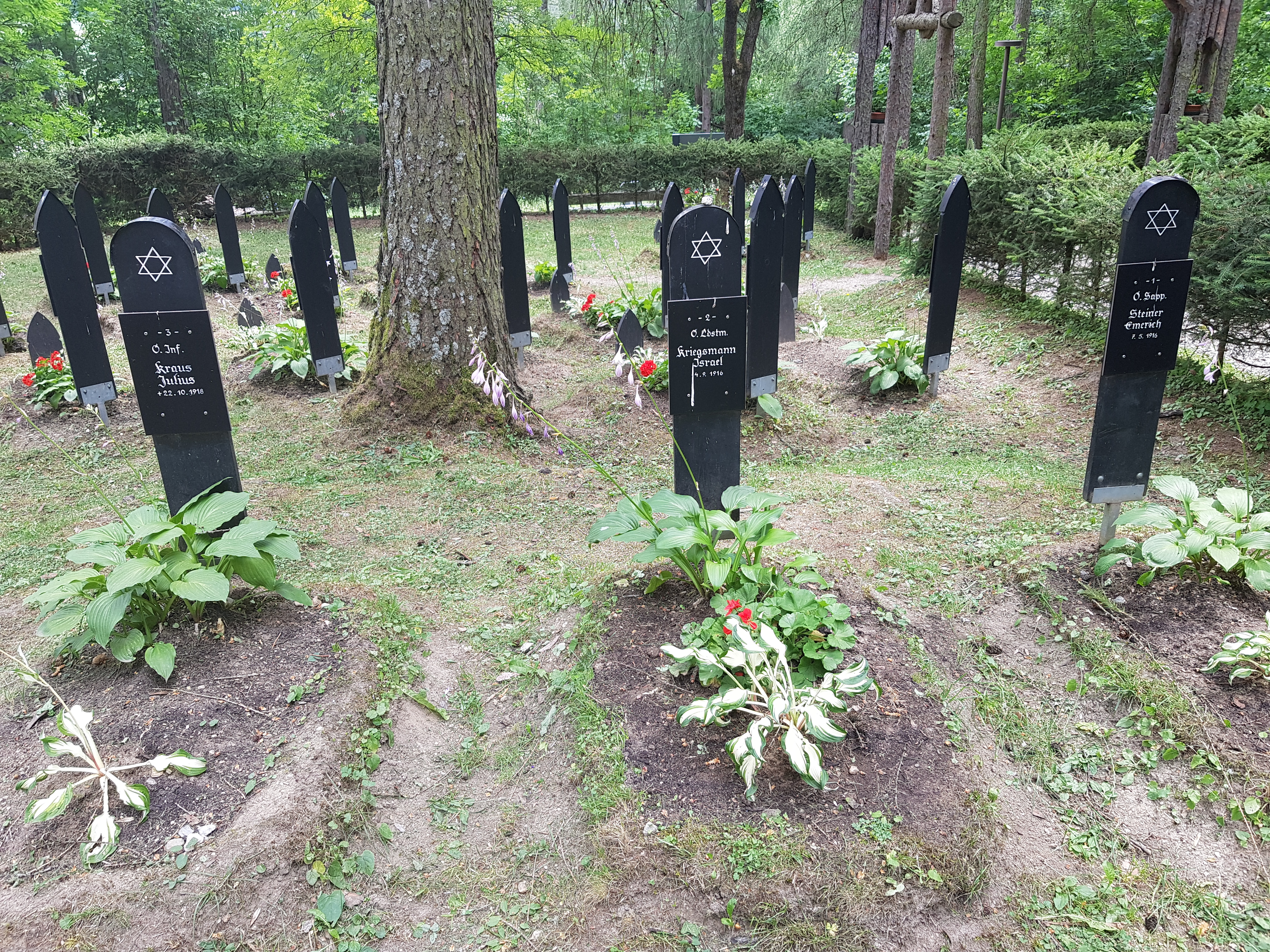
Jüdische Gräber
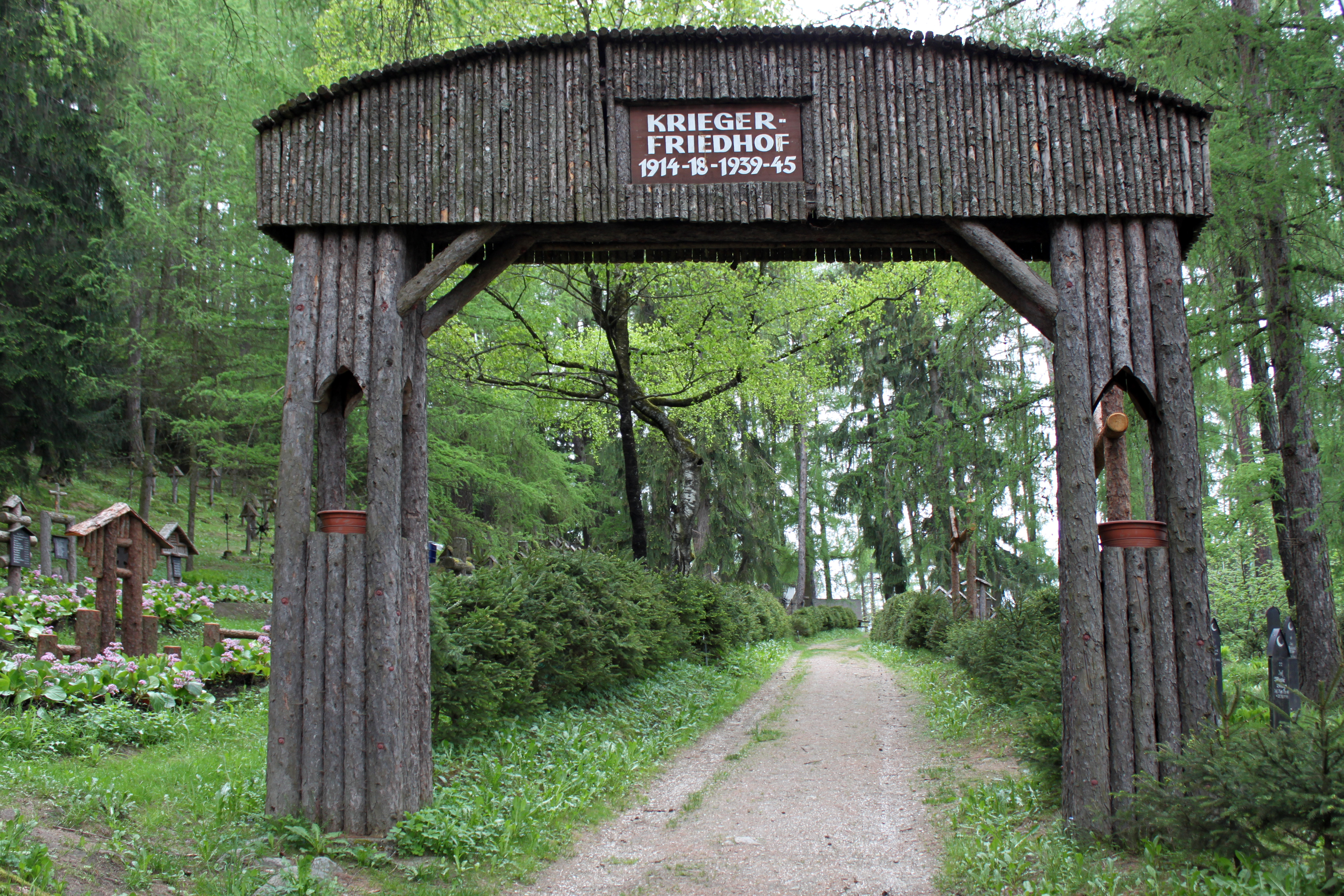
Tor